# David Bauzá
David Bauzá Francés (Alicante, España, 29 de mayo de 1976) es un exfutbolista y entrenador español. Jugaba de centrocampista y su último equipo fue la S. D. Huesca de la Segunda División de España. Actualmente ejerce como entrenador de la CF La Nucía "B" de la Preferente Valenciana.

## Trayectoria

### Como jugador
Formado en la cantera del FC Barcelona hasta 1997, formaría parte de varios equipos de la Segunda División B como U. D. Pájara-Playas de Jandía, Yeclano C. F., U. D. A. Gramenet Milán, C. F. Gandia y C. D. Badajoz. Además, jugaría varias temporadas en la Segunda División formando parte de equipos como el Real Sporting de Gijón, Albacete Balompié y la S. D. Huesca, en la que se retiró en 2012.

### Como entrenador
Comenzaría su trayectoria en los banquillos como entrenador del Universitat d’Alacant en Regional Preferente en la temporada 2017-18.
En la temporada 2018-19, firma como entrenador del C. D. Eldense de la Tercera División de España.
En junio de 2019, se hace cargo del Hércules CF Juvenil "A", pero en diciembre del mismo año sería relevado.
En la temporada 2020-21, sería entrenador del Novelda CF de la Tercera División de España.
En abril de 2021, firma como segundo entrenador de César Ferrando en el CF La Nucía de la Segunda Federación. En la temporada 2022-23, tras el ascenso del conjunto alicantino a la Primera Federación, continuaría como segundo entrenador.
El 8 de febrero de 2023, firma como entrenador del CF La Nucía "B" de la Preferente Valenciana.

## Clubes

### Como jugador
| Club                          | País   | Año       |
| ----------------------------- | ------ | --------- |
| F. C. Barcelona "C"           | España | 1996-1997 |
| U. D. Pájara-Playas de Jandía | España | 1997-1998 |
| Yeclano C. F.                 | España | 1998-1999 |
| U. D. A. Gramenet Milán       | España | 1999      |
| C. F. Gandia                  | España | 1999-2000 |
| C. D. Badajoz                 | España | 2000-2002 |
| Real Sporting de Gijón        | España | 2002-2005 |
| Albacete Balompié             | España | 2005-2008 |
| Club Gimnàstic de Tarragona   | España | 2008-2010 |
| S. D. Huesca                  | España | 2010-2012 |

### Como entrenador
| Club                        | País   | Año             |
| --------------------------- | ------ | --------------- |
| Universitat d’Alacant       | España | 2017-2018       |
| C. D. Eldense               | España | 2018-2019       |
| Hércules CF Juvenil "A"     | España | 2019            |
| Novelda CF                  | España | 2020-2021       |
| CF La Nucía (2º entrenador) | España | 2021-2023       |
| CF La Nucía "B"             | España | 2023-actualidad |